# Dosso Moussa
Dosso Moussa, né le 19 avril 1955 à Mankono au centre de la Côte d'Ivoire, est un expert comptable et homme politique ivoirien. 
Élu député en décembre 2011 et réélu en décembre 2016, il est un cadre du Rassemblement des Républicains (RDR). Il est également le Maire de la commune de Mankono, depuis avril 2013. Ministre sans interruption dans les gouvernements successifs de février 2003 à janvier 2017, il est nommé, le 26 mai 2017, Administrateur de la Banque africaine de développement (BAD) pour le compte de trois pays :  la Côte d’Ivoire, la Guinée et la Guinée équatoriale.

## Biographie
Dosso Moussa est titulaire du diplôme d’études supérieures comptables et financières (DESCF) du Conservatoire National des Arts et Métiers de Paris.
Avant d’entamer son parcours ministériel, il a été  Directeur Général Adjoint Chargé de la Promotion des Investissements, du 5 janvier 1999 au 13 mars 2003, au Centre de Promotion et d’Investissement en Côte d’Ivoire (CEPICI). Il a également occupé les fonctions de Directeur de la Promotion des Investissements, Du 15 septembre 1994 au 31 décembre 1999; dont il a contribué à porter sur les fonts baptismaux dès la naissance.
À la suite de la rébellion des Forces Nouvelles, dirigées par Guillaume Soro, le 19 septembre 2002, il rejoint en février 2003 le Gouvernement Diarra II, en qualité de Ministre de l’Artisanat et de l’encadrement du secteur informel. Il occupera successivement de 2003 à 2017 les fonctions de Ministre du Commerce,  Ministre de l’Enseignement Technique et de la Formation Professionnelle,  Ministre de l’Industrie et de la Promotion du Secteur Privé, Ministre de l’Industrie, Ministre d’État,  Ministre de l’Emploi, des Affaires Sociales et de la Formation Professionnelle, puis Ministre de l'Emploi et de la Protection Sociale avant d'être nommé Administrateur de la Banque Africaine de Développement pour le compte de trois pays: la Côte d’Ivoire, la Guinée et la Guinée équatoriale.
En avril 2013, il est élu maire de la localité de Mankono, sous la bannière du Rassemblement des Républicains (RDR). Il est également élu député (RDR) de cette circonscription, à l'Assemblée Nationale, en décembre 2011 et réélu en décembre 2016 dans le cadre de la première législature de la Troisième République, Sauf qu'il ne siège pas compte tenu de ses autres fonctions. Il est donc suppléé par Mamadou Karamoko.

## Cadre des Forces Nouvelles
À la suite de la formation du Gouvernement Diarra II consécutif aux accords de Linas Marcoussis, Dosso Moussa occupe le poste de Ministre de l’Artisanat, pour le compte de la rébellion des Forces Nouvelles. Il est reconduit dans les gouvernements de sortie de crises jusqu'à la fin de la crise postélectorale de 2010-2011. Après quoi, il intègre le rassemblement des Républicains, le parti d'Alassane Ouattara, Président de la République de Côte d'Ivoire.
Entre 2003 et 2011, il est un cadre influent de la rébellion des Forces Nouvelles, au sein de laquelle il est membre du directoire politique et chargé du Secrétariat National à l’économie et les finances. C'est dans ce même cadre, qu'il a dirigé l Centrale,, structure chargée de gérer l’économie en zone CNO (Centre-Nord-Ouest) contrôlée par la rébellion. Elle est créée en cette période pour suppléer les structures de l’État chargés du secteurs de l'économie et des finances, absentes du fait de la crise politico-militaire. Mais le rôle, des agents de cette structure mise en place pour collecter les taxes dans la zone, a été décrié par nombre d’opérateurs économiques tant nationaux qu'étrangers.

## Carrière gouvernementale

### Sous la présidence d'Alassane Ouattara
Il occupe successivement plusieurs postes ministériels dans différents gouvernements:
- Du 1er juin 2011 au 13 mars 2012 : Ministre de l’industrie dans le gouvernement Soro IV;
- Du 13 mars 2012 au 14 novembre 2012 : Ministre d’État, Ministre de l’industrie dans le gouvernement Ahoussou-Kouadio;
- Du 21 novembre 2012 au 13 janvier 2016 : Ministre d’État, Ministre de l’emploi, des affaires sociales et de la formation professionnelle dans le gouvernement Duncan IV;
- Du 13 janvier 2016 au 10 janvier 2017 : Ministre de l’emploi et de la protection sociale dans le gouvernement Duncan V.

### Sous la présidence de Laurent Gbagbo
Dans le cadre des Gouvernements de réconciliation nationale ou Gouvernements de sortie de crise, consécutifs aux différents accords entre les belligérants de la crise politico-militaire, il est nommé ministre, sans interruption, dans les gouvernements successifs :
- Du 13 mars 2003 à janvier 2006 : Ministre de l’Artisanat et de l’Encadrement du Secteur Informel dans le Gouvernement du Premier Ministre Seydou Elimane Diarra ou Diarra II ;
- Du 4 décembre 2005 au 16 septembre 2006 : Ministre du commerce dans le Gouvernement Charle Konan Banny I ;
- Du 16 septembre 2006 au 29 mars 2007 : Ministre du commerce dans le Gouvernement Charle Konan Banny II, reconduit à la suite d’un réaménagement technique ;
- Du 2 avril 2007 au 4 mars 2010 : Ministre de l’Enseignement Technique et de la Formation Professionnelle dans le Gouvernement Soro I qui a vu le jour après l'Accord Politique de Ouagadougou (APO) ;
- Du 4 mars 2010 au 28 novembre 2011 : Ministre de l’Industrie et de la Promotion du Secteur Privé dans le Gouvernement Soro II, à la suite d'un réaménagement technique.

## Promoteur du festival Abi Reggae
Féru de la Musique reggae, Dosso Moussa a initié un festival dénommé Abi-Reggae Festival ou le Festival Reggae d'Abidjan. Ce festival est à sa 3e édition. La première s'est tenue en avril 2015. Toutes les éditions ont vu la prestation de nombre de sommités du Reggae mondial. Entre autres : les Ivoiriens Alpha Blondy et Tiken Jah Fakoly, les Jamaïcains U Roy, Ijahman Levi, Julian Marley et bien d'autres.